# ISO 3166-2:EE
Kódy ISO 3166-2 pro Estonsko identifikují 15 krajů, 64 venkovských obcí a 15 městských obcí (stav v roce 2020). První část (EE) je mezinárodní kód pro Estonsko, druhá část sestává ze dvou čísel identifikujících kraj.

## Seznam kódů

### Kraje
```
EE-37 
Harjumaa
 
EE-39 
Hiiumaa

EE-44 
Ida-Virumaa

EE-49 
Jõgevamaa

EE-51 
Järvamaa

EE-57 
Läänemaa

EE-59 
Lääne-Virumaa

EE-65 
Põlvamaa

EE-67 
Pärnumaa

EE-70 
Raplamaa

EE-74 
Saaremaa

EE-78 
Tartumaa

EE-82 
Valgamaa

EE-84 
Viljandimaa

EE-86 
Võrumaa
```

### Venkovské obce
```
EE-130 
Alutaguse

EE-141 
Anija

EE-142 
Antsla

EE-171 
Elva

EE-191 
Haljala

EE-198 
Harku

EE-205 
Hiiumaa

EE-214 
Häädemeeste

EE-255 
Järva

EE-245 
Jõelähtme

EE-247 
Jõgeva

EE-251 
Jõhvi

EE-272 
Kadrina

EE-283 
Kambja

EE-284 
Kanepi

EE-291 
Kastre

EE-293 
Kehtna

EE-303 
Kihnu

EE-305 
Kiili

EE-317 
Kohila

EE-338 
Kose

EE-353 
Kuusalu

EE-432 
Luunja

EE-431 
Lääne-Harju

EE-441 
Lääne-Nigula

EE-430 
Lääneranna

EE-442 
Lüganuse

EE-478 
Muhu

EE-480 
Mulgi

EE-486 
Mustvee

EE-503 
Märjamaa

EE-528 
Nõo

EE-557 
Otepää

EE-586 
Peipsiääre

EE-638 
Põhja-Pärnumaa

EE-615 
Põhja-Sakala

EE-618 
Põltsamaa

EE-622 
Põlva

EE-651 
Raasiku

EE-653 
Rae

EE-661 
Rakvere

EE-668 
Rapla

EE-689 
Ruhnu

EE-708 
Räpina

EE-698 
Rõuge

EE-712 
Saarde

EE-714 
Saaremaa

EE-719 
Saku

EE-726 
Saue

EE-732 
Setomaa

EE-792 
Tapa

EE-796 
Tartu

EE-803 
Toila

EE-809 
Tori

EE-824 
Tõrva

EE-834 
Türi

EE-855 
Valga

EE-890 
Viimsi

EE-899 
Viljandi

EE-901 
Vinni

EE-903 
Viru-Nigula

EE-907 
Vormsi

EE-928 
Väike-Maarja

EE-917 
Võru
```

### Městské obce
```
EE-184 
Haapsalu

EE-296 
Keila

EE-321 
Kohtla-Järve

EE-424 
Loksa

EE-446 
Maardu

EE-511 
Narva

EE-514 
Narva-Jõesuu

EE-567 
Paide

EE-624 
Pärnu

EE-663 
Rakvere

EE-735 
Sillamäe

EE-784 
Tallinn

EE-793 
Tartu

EE-897 
Viljandi

EE-919 
Võru
```